# Brostrup Albertin
Brostrup Albertin (2. august 1660 – 1726) var en dansk højesteretsadvokat, generalfiskal og godsejer.
Albertin var norsk præstesøn. Han blev kancelliråd 1714 og ejede Tølløsegård, Gundetved, Løvegård, Egemarke og Søgård. Han var gift med Charlotte Amalie f. West (1674-1713) og var fader til Peter de Albertin.
Han er begravet i Trinitatis Kirke.